# Hawk Industries Type 97-1
Hawk Industries type 97-1 — гладкоствольное помповое ружьё, разработанное китайской компанией "Hawk Industries Ltd." на основе американского ружья Remington 870.
Выпускается в нескольких модификациях на предприятии в городе Цицикар в провинции Хэйлунцзян в северо-восточной части Китая, предлагается на экспорт.

## Варианты и модификации

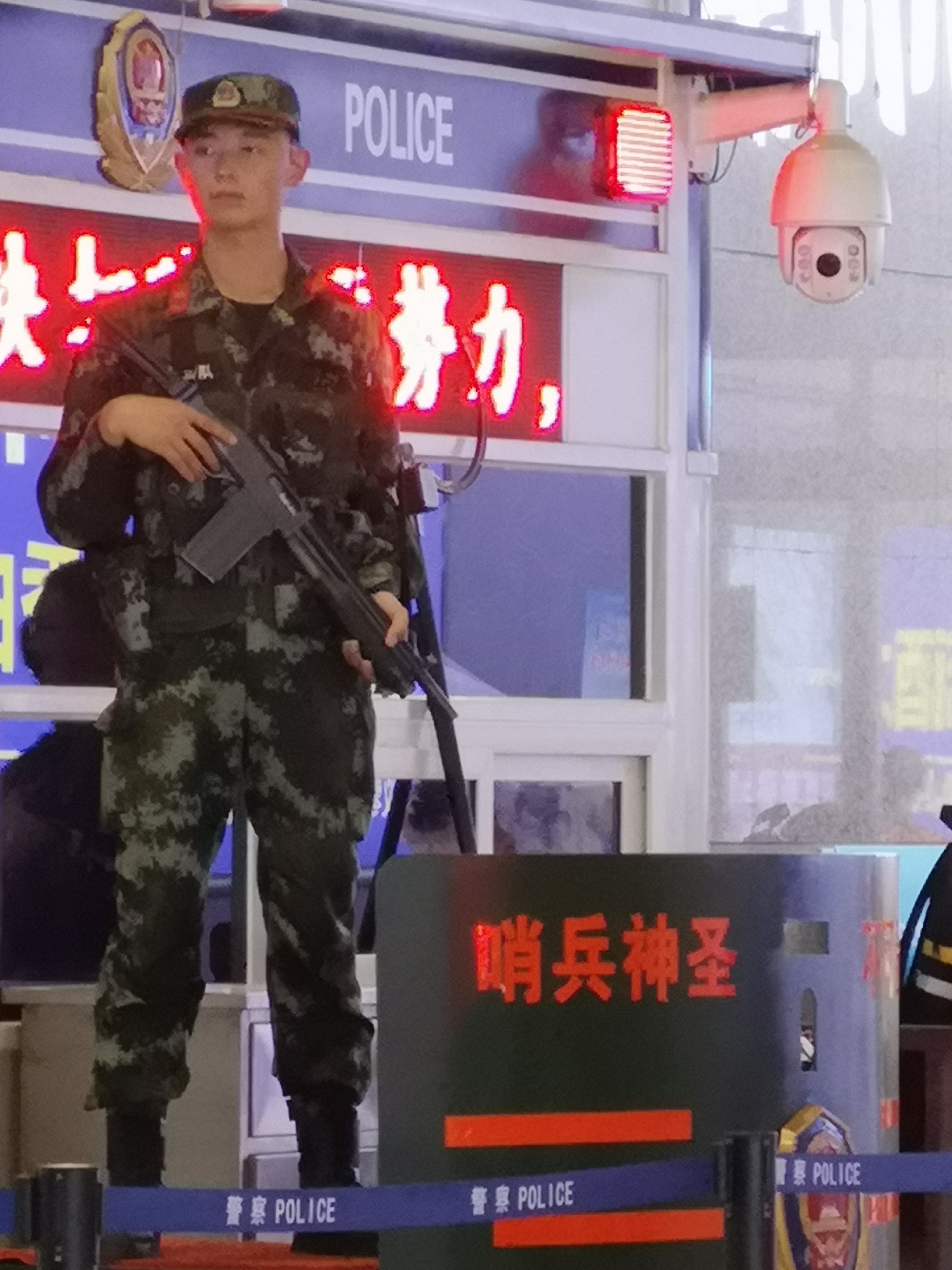
сотрудник вооружённой полиции КНР с карабином "тип 97-1" в версии с отъемным коробчатым магазином и складным прикладом (июнь 2019)

- HawkPF26W2 - охотничье ружьё с подствольным магазином
- Hawk Pump - версия с отъёмным коробчатым магазином
- Hawk BullpupPump - версия Hawk Pump в компоновке булл-пап

## Страны-эксплуатанты
- Китай - на вооружении народной вооружённой полиции КНР